# Bob Lauriski
Robert L. Lauriski, detto Bob (Dragerton, 27 settembre 1951 – Logan, 3 novembre 2014), è stato un cestista statunitense.

## Carriera
Venne selezionato dai Golden State Warriors al sesto giro del Draft NBA 1973 (97ª scelta assoluta), ma non giocò mai nella NBA.
In Serie A vestì le maglie di Rieti (dove giocò per tre stagioni e fu il primo americano della storia del club) e della Pallacanestro Milano e segnò un totale di 3.806 punti.
Nel 1979 approdò a Mendrisio, campionato svizzero di Serie A, nel MoMo Mendrisio Basket.